# Ceresium vestigiale
Ceresium vestigiale är en skalbaggsart som beskrevs av Francis Polkinghorne Pascoe 1866. Ceresium vestigiale ingår i släktet Ceresium och familjen långhorningar.
Artens utbredningsområde är Filippinerna. Inga underarter finns listade i Catalogue of Life.